# سيرتان فاردار
سيرتان فاردار (بالتركية: Sertan Vardar)‏ (13 مارس 1982 بإزمير في تركيا - ) هو لاعب كرة قدم تركي في مركز الوسط. لعب مع آلتاي إزمير وأنقرة غوجو وبوجاسبور وبولو سبور وتشايكور ريزه سبور وغازي عنتاب بي.بي.كي وقيصري إيرسيسبور ونادي بلدية آكهيسار سبور ونادي كارديمير كارابوك سبور وMardinspor ‏.

## روابط خارجية
- سيرتان فاردار على موقع اتحاد تركيا (لاعب) (الإنجليزية)
- سيرتان فاردار على موقع Soccerway.com (الإنجليزية)
- سيرتان فاردار على موقع عالم كرة القدم.نت (الإنجليزية)